# Mastigostyla
Mastigostyla  es un género de plantas herbáceas, perennes y bulbosas perteneciente a la familia de las iridáceas. Es originario de Perú hasta el norte de Argentina. Comprende 20 especies descritas y de estas, solo 17 aceptadas.

## Taxonomía
El género fue descrito por Ivan Murray Johnston y publicado en Contributions from the Gray Herbarium of Harvard University 81: 85. 1928.
Etimología
Mastigostyla: nombre genérico que deriva de las palabras griegas: mastigos, que significa "el látigo", y stylos, que significa "estilo", refiriéndose a los estilos con forma de látigo.

## Especies aceptadas
A continuación se brinda un listado de las especies del género Mastigostyla aceptadas hasta octubre de 2014, ordenadas alfabéticamente. Para cada una se indica el nombre binomial seguido del autor, abreviado según las convenciones y usos.	
- Mastigostyla brachiandra Ravenna, Revista Inst. Munic. Bot. 2: 57 (1964).
- Mastigostyla brevicaulis (Baker) R.C.Foster, Contr. Gray Herb. 161: 16 (1946).
- Mastigostyla cabrerae R.C.Foster, Contr. Gray Herb. 171: 25 (1950).
- Mastigostyla cardenasii R.C.Foster, Contr. Gray Herb. 155: 23 (1945).
- Mastigostyla cyrtophylla I.M.Johnst., Contr. Gray Herb. 81: 85 (1928).
- Mastigostyla gracilis R.C.Foster, Rhodora 14: 296 (1962).
- Mastigostyla herrerae (Vargas) Ravenna, Revista Inst. Munic. Bot. 2: 56 (1964).
- Mastigostyla hoppii R.C.Foster, Contr. Gray Herb. 155: 24 (1945).
- Mastigostyla humilis Ravenna, Bol. Soc. Argent. Bot. 10: 316 (1965).
- Mastigostyla implicata Ravenna, Revista Inst. Munic. Bot. 2: 58 (1964).
- Mastigostyla johnstonii R.C.Foster, Contr. Gray Herb. 155: 25 (1945).
- Mastigostyla macbridei (R.C.Foster) Ravenna, Revista Inst. Munic. Bot. 2: 56 (1964).
- Mastigostyla major Ravenna, Revista Inst. Munic. Bot. 2: 56 (1964).
- Mastigostyla mirabilis Ravenna, Revista Inst. Munic. Bot. 2: 57 (1964).
- Mastigostyla peruviana R.C.Foster, Contr. Gray Herb. 171: 25 (1950).
- Mastigostyla potosina R.C.Foster, Rhodora 64: 294 (1962).
- Mastigostyla spathacea (Griseb.) Ravenna, Bol. Soc. Argent. Bot. 10: 317 (1965).